# Inonotus
Inonotus — рід грибів родини Hymenochaetaceae. Назва вперше опублікована 1879 року.
В Україні зустрічаються Інонот тонкошкірий (Inonotus cuticularis) та Інонот косий або чага (Inonotus obliquus).

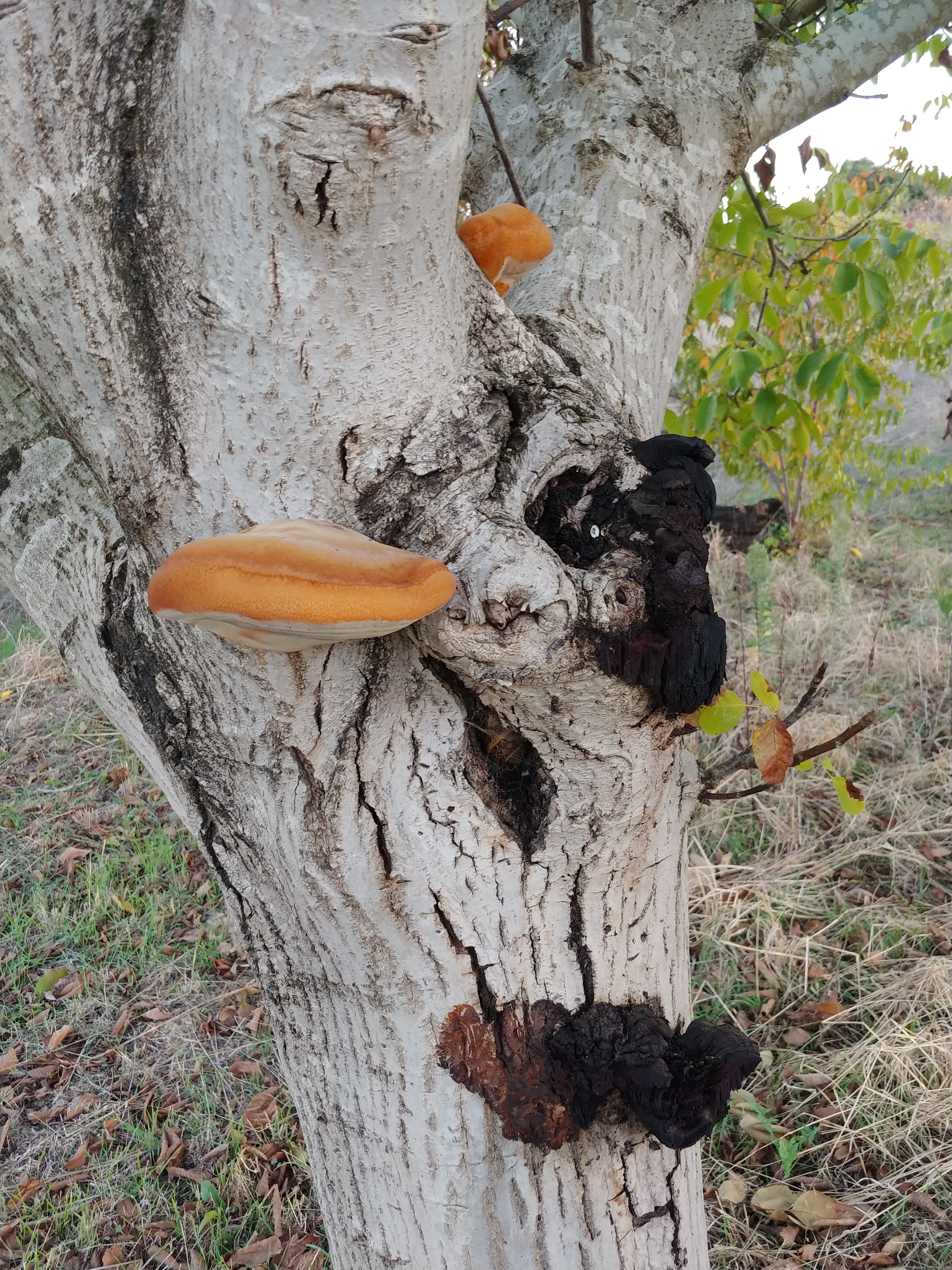
Inonotus hispidus

## Назва
Назва складається зі слів ino, що перекладається як волокнистий, та ot - вухо.

## Практичне використання
До роду належить відомий гриб чага, або березовий гриб (Inonotus obliquus). Чагу здавна застосовували в народній медицині проти раку внутрішніх органів.

## Галерея

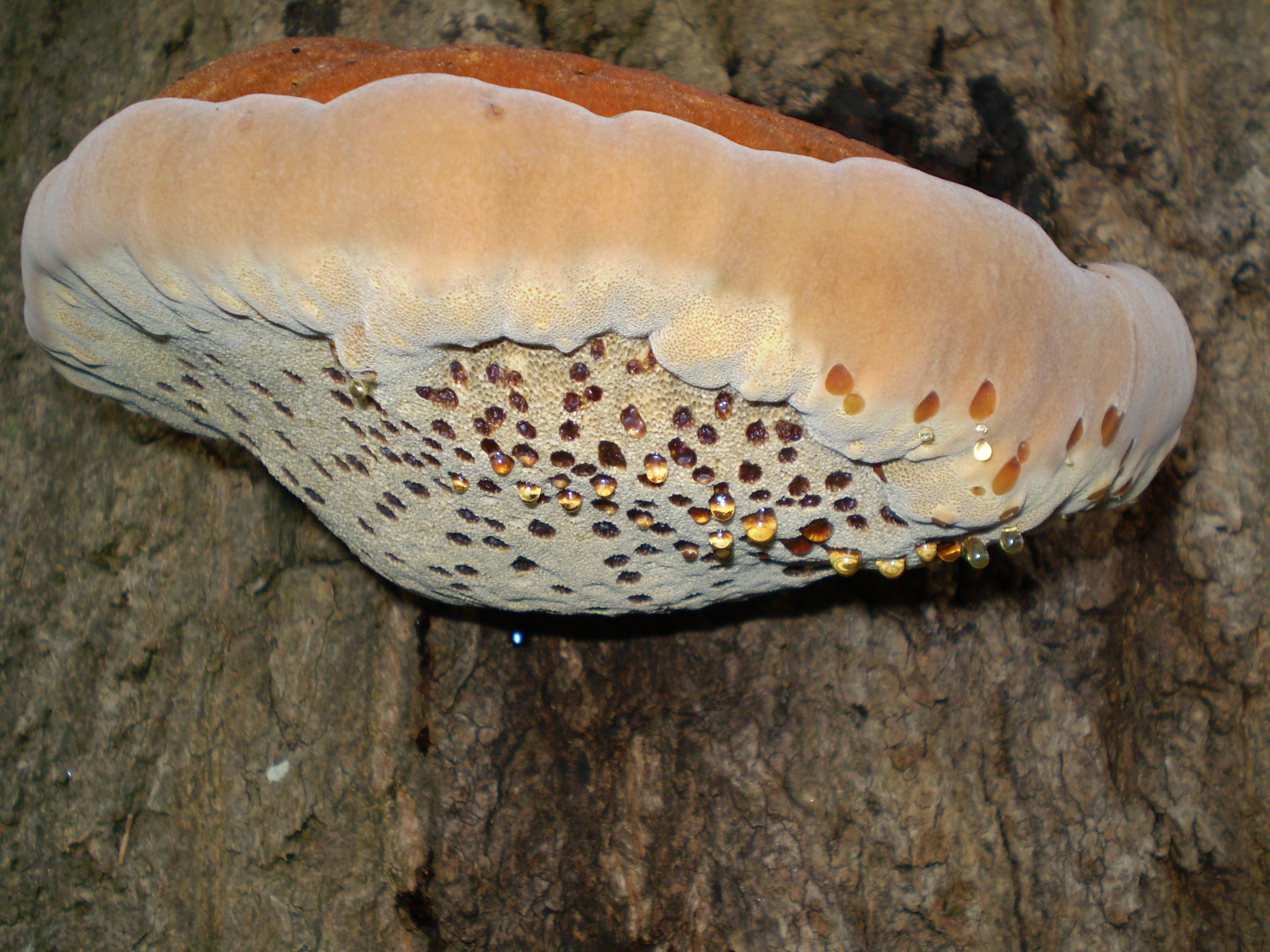
Inonotus hispidus
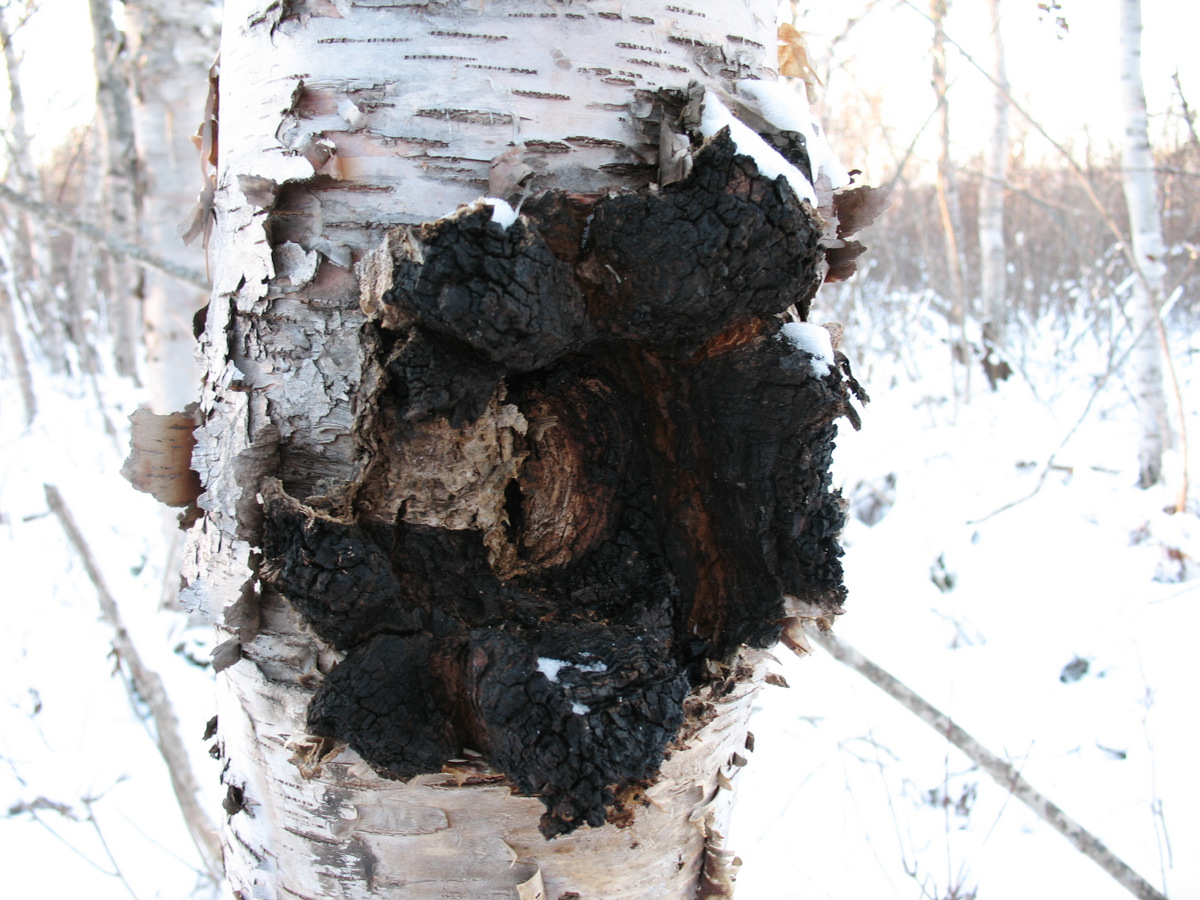
Inonotus obliquus
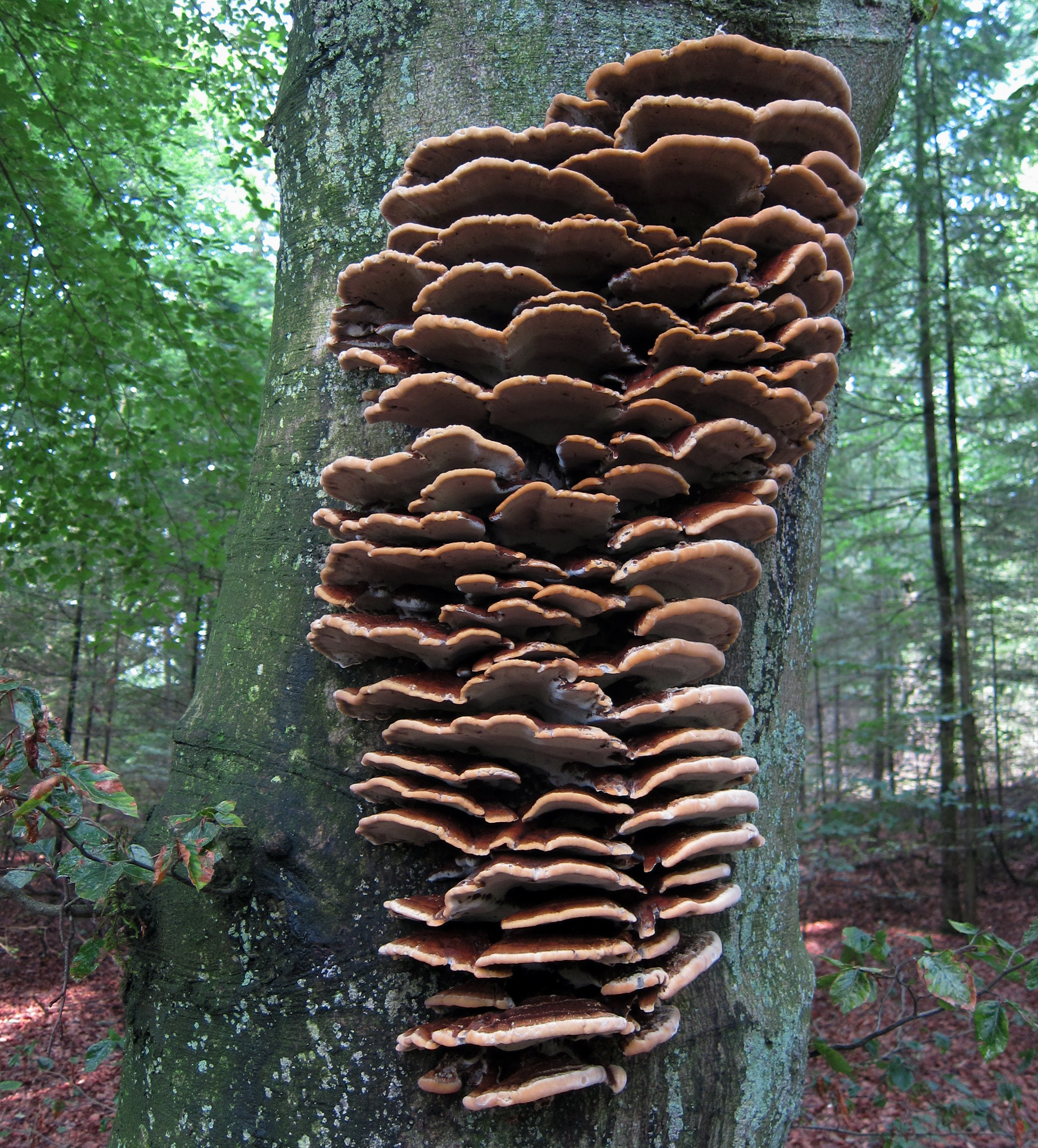
Inonotus cuticularis